# Pyrostria hystrix
Pyrostria hystrix är en måreväxtart som först beskrevs av Cornelis Eliza Bertus Bremekamp, och fick sitt nu gällande namn av Diane Mary Bridson. Pyrostria hystrix ingår i släktet Pyrostria och familjen måreväxter. Inga underarter finns listade i Catalogue of Life.